# Predatory lending
A predatory lending az észak-amerikai jelzálogválságban a jogi és közgazdaságtani szakirodalom szerint legnagyobb szerepet játszó amerikai hitelezési gyakorlat megnevezése. Király Júlia, az MNB alelnöke fordításában rablóhitel.
A jelzáloghitelválság legfőbb oka, hogy a hitelpiac telítődése miatt a hitelező bankok figyelme a másodrendű (subprime) adósok felé fordult. A másodrendű adósok olyan zömükben hitelképtelen, hátrányos anyagi helyzetű, vagy bevándorló, kellő pénzügyi szaktudással nem rendelkező háztartások voltak, akiknek nem lett volna szabad olyan feltételekkel hitelt adni, amilyenekkel az amerikai bankok ezt tették. A másodrendű adósok a hagyományos hitelezési politika mellett soha nem vettek volna fel hitelt, hiszen ők is jól tudták, hogy bizonyos összegeket nem tudnak kifizetni. Ezért új marketing módszerekkel valahogyan rá kellett őket venni arra, hogy vegyenek fel hitelt, hiszen a banknak is bevételhez kell jutnia valahogyan. Ezeket az agresszív, piacszerző, hitelkihelyező módszereket az amerikai jogi nyelv predatory lendingnek, zsákmányszerző, extraprofitra törekvő hitelezésnek nevezi. A predatory lending tisztességtelen és káros jellege nyilvánvaló volt, de az erőtlen törvényhozási lépések nem tudtak gátat vetni ennek a hitelezési gyakorlatnak, amelyet az is elősegített, hogy a bankok egyre inkább saját alkalmazottak helyett üzletkötőket alkalmaztak, akik a megkötött szerződések arányában kapták fizetésüket.
A szakirodalom alapján a predatory lendingnek sok fajtáját lehet felsorolni:
- vagyon megszerzését célzó hitelek (asset-based lending) kötése
- extramagas uzsorakamatok kikötése is, amelyet az amerikai szakirodalom rent seekingnek nevez,
- hatalmas mértékű előtörlesztési kötbér (prepayment penalty)
- a hitelfelvevők megtévesztése, félretájékoztatása, mert a jutalékért dolgozó ügynökök elsősorban abban érdekeltek, hogy a legnagyobb jutalékot hozó hitelt, és ne az adós számára legkedvezőbbet ajánlják.
- lending discrimination,
- indokolatlan díjak felszámítása (abusive servicing practices),
- az adós rábírása arra, hogy váltogassa a hiteleit (loan flipping), amelyet nálunk „adósságrendező hitelnek” hívnak. Ezáltal az adós adósságállománya folyamatosan nő. Persze ezt a szerződéskötéskor elhallgatják.
- A negatív értékcsökkenés (negative amortisation) módszere stb.

Az ilyen hitelek az adósok fizetésképtelenségét, és ingatlan árverési hullámot eredményezett. Az ingatlan árverések lenyomták az ingatlanárakat, ennek következtében az európai és ázsiai bankoknak eladott jelzáloglevelek mögötti fedezet elolvadt.
A predatory lending elleni fellépést a több szövetségi államban elfogadott anti-predatory lending törvények, és a szövetségi szinten 2007-ben elfogadott Anti-Predatory Lending Act jelzi.